# ヨールキ・パールキ
ヨールキ・パールキ (ロシア語: Ёлки-палки,「こん畜生」の意味) は、アルカディー・ノヴィコフが1996年に創業したレストラン・チェーン。現在はランチ (Ланч) 社が経営している。以前の所有者であったアルファ・グループは、2007年に推定7千万ドルで、このレストラン・チェーンを売却した。2012年、持株会社G・M・R・プラネタ・ゴステプリームストヴァ (Г. М. Р. Планета гостеприимства) がランチ社を買収した。

## 沿革
1996年12月14日、モスクワのチシンスカヤ広場 (Тишинская площадь)に、最初の店舗がタバーン（居酒屋）として開業した。当初は、チェーン展開は計画されていなかったが、1997年には2号店が開店した。
現在、モスクワにレストランチェーン35店を展開し、さらにフランチャイズのレストランもある。計画では、20以上のロシア各地の都市にチェーンを広げることになっている。
他のファーストフード系のチェーン店とは異なり、ヨールキ・パールキは、おもに伝統的なロシア料理が中心になっている。レストラン内の飾り付けなども、伝統的なロシアのレストランを思わせるスタイルになっている。

## 飾り付け
ヨールキ・パールキのモスクワのレストランでは、編柵、狼の毛皮、猪の剥製、雌鳥や雄鶏などが飾ってある。